# Stanley Eaton
Stanley Eaton est un joueur de tennis australien. 
Il a notamment remporté les Internationaux d'Australie en 1921, en double messieurs (avec Rhys Gemmell) .

## Palmarès en Grand Chelem

### Titre en double (1)
|   | Date | Nom et lieu du tournoi                | Cat.      | ($) | Surf.        | Partenaire   | Finalistes            | Score         |          |
| 1 | 1921 | Australasian Championships, Melbourne | G. Chelem |     | Herbe (ext.) | Rhys Gemmell | N. Brearley E. Stokes | 7-5, 6-3, 6-3 | Parcours |